# Lindsay Jenkins
Lindsay Jenkins is een conservatieve Britse journaliste, die zich gespecialiseerd heeft in de Europese Unie.
In haar boeken beschrijft ze de geschiedenis, ontwikkelingen en de toenemende macht van de Europese Unie en de gevolgen voor het Verenigd Koninkrijk, maar ook andere Europese landen. Ze beschrijft hoe de lidstaten volgens haar steeds meer aan macht inboeten en hoe de vrijheid en democratie eroderen. In 'Disappearing Britain, The EU and the Death of Local Government' onderzoekt ze de gevolgen van het EU-lidmaatschap van het VK op regionaal en lokaal niveau. Volgens haar leiden de ontwikkelingen in Europa langzaam tot het einde van de natiestaat.
Lindsay studeerde bij Cranfield School of Management en werkte voor verschillende investeringsbanken in Londen en bij het Britse ministerie van defensie.

## Politiestaat
Jenkins zegt dat alle verschillende landen van de EU alleen maar bij elkaar kunnen worden gehouden in een politiestaat. Volgens Jenkins (in een toespraak in 2006), tonen de herstructureringen van de Britse politie in de afgelopen jaren aan, dat de politie in dat land steeds meer deel uitmaakt van een groter geheel, een Europese politie. Politieregio's, die door de EU 'Europees' worden genoemd, worden samengevoegd. Het versmelten van de politieregio's tot grotere gebieden (van 43 naar zo'n 24) brengt ze in verband met ontwikkelingen op Europees niveau, zoals de groei en de beoogde taken van Europol. EU wil, dat "de rol van Europol moet worden uitgebreid naar dat van een Europese onderzoekende autoriteit met politiebevoegdheden, zoals omschreven in de verworpen grondwet (minister van Justitie Karin Gastinger van Oostenrijk). Jenkins' conclusie: "..Wat eraan komt is niets minder dan een overname (takeover) van het Britse politiewerk door de EU. Wat snel te wachten staat is een politiestaat, waarin het woord vrijheid verbannen is".

## Boeken
- Britain Held Hostage, the Coming Euro-Dictatorship
- The Last Days of Britain, the Final Betrayal
- Disappearing Britain, the EU and the Death of Local Government